# Domenico Testa
Domenico Testa (Isernia, 26 gennaio 1945) è un politico italiano.

## Biografia
Ingegnere civile, laureato all'Università dell'Aquila, è stato progettista e direttore dei lavori per varie opere infrastrutturali della Cassa del Mezzogiorno. Ha ricoperto nella sua carriera lavorativa molti ruoli di dirigenza o di rappresentanza nei consigli di amministrazione di numerosi enti e società del Molise, quali l'ente provinciale per il turismo di Isernia (1976-1992), il Banco di Napoli (1980-1996), Unioncamere (1980-1991), e il Consorzio per il nucleo di sviluppo industriale di Isernia-Venafro (1975-1987), di cui è stato anche commissario straordinario dal 2003 al 2006.
Dal 1975 al 1991 è stato presidente della Camera di commercio di Isernia.
Iscritto alla Democrazia Cristiana, è stato consigliere comunale a Isernia ininterrottamente dagli anni ottanta al 2012. Dal 2 agosto 1990 al 14 maggio 1992 è stato sindaco di Isernia, ultimo sindaco democristiano della città. Nel 1994 ha aderito a Forza Italia. Dal giugno 2007 al maggio 2012 ha ricoperto la carica di presidente del consiglio comunale di Isernia.